# Edward Fitzgerald Beale
 (juillet 2023).
La mise en forme du texte ne suit pas les recommandations de Wikipédia : il faut le « wikifier ».
Les points d'amélioration suivants sont les cas les plus fréquents :
- Les titres sont pré-formatés par le logiciel. Ils ne sont ni en capitales, ni en gras.
- Le texte ne doit pas être écrit en capitales (les noms de famille non plus), ni en gras, ni en italique, ni en « petit »…
- Le gras n'est utilisé que pour surligner le titre de l'article dans l'introduction, une seule fois.
- L'italique est rarement utilisé : mots en langue étrangère, titres d'œuvres, noms de bateaux, etc.
- Les citations ne sont pas en italique mais en corps de texte normal. Elles sont entourées par des guillemets français : « et ».
- Les listes à puces sont à éviter, des paragraphes rédigés étant largement préférés. Les tableaux sont à réserver à la présentation de données structurées (résultats, etc.).
- Les appels de note de bas de page (petits chiffres en exposant, introduits par l'outil «  Source ») sont à placer entre la fin de phrase et le point final[comme ça].
- Les liens internes (vers d'autres articles de Wikipédia) sont à choisir avec parcimonie. Créez des liens vers des articles approfondissant le sujet. Les termes génériques sans rapport avec le sujet sont à éviter, ainsi que les répétitions de liens vers un même terme.
- Les liens externes sont à placer uniquement dans une section « Liens externes », à la fin de l'article. Ces liens sont à choisir avec parcimonie suivant les règles définies. Si un lien sert de source à l'article, son insertion dans le texte est à faire par les notes de bas de page.
- La présentation des références doit suivre les conventions bibliographiques. Il est recommandé d'utiliser les modèles {{Ouvrage}}, {{Chapitre}}, {{Article}}, {{Lien web}} et/ou {{Bibliographie}}. Le mode d'édition visuel peut mettre en forme automatiquement les références.
- Insérer une infobox (cadre d'informations à droite) n'est pas obligatoire pour parachever la mise en page.

Pour une aide détaillée, merci de consulter Aide:Wikification.
Si vous pensez que ces points ont été résolus, vous pouvez retirer ce bandeau et améliorer la mise en forme d'un autre article.
Edward Fitzgerald "Ned" Beale (4 février 1822 - 22 avril 1893) est une figure nationale des États-Unis du XIXe siècle. Officier de marine, général militaire, explorateur, homme des frontières, surintendant des affaires indiennes, éleveur californien, diplomate et ami de Kit Carson, Buffalo Bill Cody et Ulysses S. Grant, il a participé à la guerre américano-mexicaine et est devenu un héros de la guerre. Il a participé à la guerre américano-mexicaine et est apparu comme un héros de la bataille de San Pasqual en 1846. Il acquiert une renommée nationale en 1848 en transportant vers l'est les premiers échantillons d'or de Californie, contribuant ainsi à la ruée vers l'or.
À la fin des années 1850, Beale a arpenté et construit la Beale's Wagon Road, que de nombreux colons ont empruntée pour se rendre dans l'Ouest, et qui est devenue une partie de la Route 66 et le tracé du chemin de fer transcontinental. En tant que premier surintendant des affaires indiennes de Californie, Beale a contribué à la mise en place d'une politique humanitaire à l'égard des Amérindiens dans les années 1850. Il a également fondé le Tejon Ranch, la plus grande propriété foncière privée de Californie, et est devenu plusieurs fois millionnaire. Il a été nommé par cinq présidents américains : Andrew Jackson le nomme à l'école navale de Philadelphie, Millard Fillmore le nomme surintendant des affaires indiennes pour la Californie et le Nevada, James Buchanan le charge d'arpenter une route de chariots du Nouveau-Mexique à la Californie, Abraham Lincoln le nomme géomètre général de la Californie et du Nevada, et Ulysses S. Grant le nomme ambassadeur auprès de l'Autriche-Hongrie.
"Beale a poursuivi avec succès un eldorado personnel d'aventures, de statut et de richesse", a écrit Gerald Thompson. "Ce faisant, il reflète les rêves d'innombrables Américains de son époque."

## Premières années dans la marine
Ned Beale est né à Washington, D.C. Son père, George Beale, qui était payeur dans la marine américaine, avait reçu la médaille du Congrès pour sa bravoure pendant la guerre de 1812. Sa mère, Emily, était la fille du commodore Thomas Truxtun de la marine américaine. Ned est étudiant à l'université de Georgetown lorsque, à la demande de sa mère veuve, le président Jackson le nomme à l'école navale de Philadelphie. De 1837 à 1842, Beale est aspirant intérimaire sur des navires de guerre qui naviguent vers la Russie, le Brésil et les Antilles. Il obtient son diplôme d'aspirant à l'école navale en 1842 et navigue pendant deux ans en Europe et en Amérique du Sud. En 1845, il est affecté à l'escadre du capitaine Robert F. Stockton, un riche homme d'affaires et inventeur du New Jersey ainsi qu'un officier de marine de carrière, intime des présidents. Beale navigue avec l'escadre de Stockton jusqu'au Texas, où Stockton rencontre le Congrès du Texas, qui accepte l'annexion par les États-Unis.
Après avoir été promu capitaine par intérim et secrétaire privé de Stockton, Beale part pour la Californie et l'Oregon en 1845 à bord du Congress, mais 20 jours plus tard, Stockton demande à Beale de monter à bord d'un navire danois qu'ils ont rencontré et de se rendre en Angleterre, où Beale doit déguiser son identité et chercher des informations sur les sentiments des Britanniques concernant la frontière de l'Oregon. De retour à Washington en 1846, Beale fait part au président James Polk de ses découvertes, à savoir que les Britanniques se préparent à la guerre. Promu au poste de capitaine, Beale transporte des paquets pour le secrétaire à la marine Bancroft à Stockton, navigue jusqu'à Panama, traverse l'isthme en bateau et à dos de mulet, puis se rend au Pérou pour retrouver Stockton et le Congrès en 1846. Il navigue avec Stockton jusqu'à Honolulu, puis jusqu'en Californie. Les hostilités avec le Mexique ont déjà commencé lorsque le navire atteint Monterey, en Californie, le 20 juillet 1846.
Après avoir atteint San Diego, en Californie, Stockton envoie Beale servir dans les forces terrestres. Beale et un petit groupe d'hommes sous les ordres du lieutenant Archibald Gillespie rejoignent la colonne du général Stephen W. Kearny juste avant la bataille de San Pasqual, le 6 décembre 1846. Après que l'armée mexicaine a encerclé la petite force américaine et menacé de la détruire, Beale et deux autres hommes (son serviteur indien Delaware et Kit Carson) se sont faufilés à travers les lignes mexicaines et se sont rendus à San Diego pour obtenir des renforts. Deux mois plus tard, bien que Beale souffre encore des effets de son aventure, Stockton l'envoie à nouveau à l'est avec des dépêches. Beale atteint Washington vers le 1er juin. En octobre, il comparaît comme témoin de la défense de John C. Frémont à la cour martiale de "l'Éclaireur".
Au cours des deux années suivantes, Beale effectue six autres voyages à travers le pays. Lors du deuxième de ces voyages (juillet-septembre 1848), il traverse le Mexique sous un déguisement pour apporter au gouvernement fédéral la preuve de l'existence de l'or en Californie. Après le quatrième voyage, il épouse Mary, la fille du représentant de Pennsylvanie Samuel Edwards, le 27 juin 1849. Ils ont eu trois enfants : Mary (1852-1925), qui a épousé le diplomate russe George Bakhmeteff, Emily (1854-1912), qui a épousé l'éditeur de journaux John Roll McLean, et Truxtun (1856-1936). Beale est promu lieutenant en 1850. Il démissionne de la marine en 1851

## En Californie
Au cours de sa vie, Beale a vu San Francisco passer d'un village isolé de cinq maisons à une ville de 300 000 habitants.
Après avoir quitté la marine, Beale retourne en Californie en tant que gestionnaire pour William Henry Aspinwall et le commodore Robert F. Stockton, qui y ont acquis de grandes propriétés. En 1853, le président Fillmore le nomme surintendant des affaires indiennes pour la Californie et le Nevada. Le Congrès affecte 250 000 dollars à l'amélioration des conditions de vie des autochtones dans le district de Beale. En route pour la Californie, Beale quitte Washington le 6 mai avec un groupe de 13 personnes et arpente un itinéraire à travers le Colorado et l'Utah jusqu'à Los Angeles, en Californie, en vue de la construction d'un chemin de fer transcontinental. Il atteint Los Angeles le 22 août. Beale occupe le poste de surintendant jusqu'en 1856. Le gouverneur de Californie John Bigler nomme Beale général de brigade dans la milice de l'État de Californie afin de lui donner plus d'autorité pour négocier des traités de paix entre les Amérindiens et l'armée américaine.
En 1861, Beale est nommé par le président Abraham Lincoln arpenteur général de la Californie et du Nevada. Un passage important porte son nom, car il a élargi un passage utilisé par la Butterfield Overland Mail, une diligence qui assurait le transport du courrier entre Saint-Louis, dans le Missouri, et San Francisco. En 1862, il a envoyé une équipe d'ouvriers chinois pour élargir un passage datant de 1858, ce qui a également permis de réduire la montée de 15 mètres. Beale's Cut, comme on l'appelait, a servi de voie de transport à travers la région de l'actuel Newhall Pass jusqu'à l'achèvement de la construction du Newhall Tunnel en 1910. Toujours existante aujourd'hui, Beale's cut n'est plus praticable par les automobiles. Il est difficile de le trouver aujourd'hui car il est clôturé et n'est pas assez proche de la Sierra Highway pour être facilement visible.